# Luis Mario Quiroz
Pour les articles homonymes, voir Quiroz.
Luis Mario Quiroz est un acteur mexicain pour le cinéma et la télévision. Il s'est distingué jeune pour son interprétation dans le film Mariana, Mariana d'Alberto Isaac (1987), pour lequel il remporta un Ariel Spécial.

## Filmographie

### Au cinéma
- 1982 : Retrato de una mujer casada d'Alberto Bojórquez
- 1984 : Veneno para las hadas de Carlos Enrique Taboada
- 1985 : Playa prohibida d'Enrique Gómez Vadillo
- 1986 : Las innocentes de Felipe Cazals
- 1987 : Mariana, Mariana d'Alberto Isaac
- 1988 : Cacería implacable d'Alfredo B. Crevenna
- 1993 : Vigilante nocturno de Sergio Goyri
- 1995 : Me tengo que casar/Papá soltero de Manuel García Muñoz

### À la télévision
- 1982 : Lo que el cielo no perdona
- 1984 : Hola México!!!
- 1984 : Sí, mi amor
- 1986 : Ave Fénix
- 1986 : Papá soltero
- 1995 : Las alas del pez de Manolo García et Adriana Barraza
- 2002 : Así son ellas
- 2005 : Bajo el mismo techo (15 épisodes) : Tío Mario
- 2007 : Destilando amor

## Récompense
- 1988 : Ariel d'Argent Spécial pour son interprétation de Carlos dans Mariana, Mariana d'Alberto Isaac